# همام في أمستردام (فلم)
همام في امستردام فيلم مصري من إنتاج 1999 بطولة الفنان محمد هنيدي وأحمد السقا وموناليزا وعدد كبير من الممثلين المصريين. وهو من إخراج سعيد حامد. الفيلم يعتبر البطولة المطلقة الثانية للفنان محمد هنيدي بعد فيلمة الناجح صعيدي في الجامعة الأمريكية الذي حقق نجاحا ورواجا كبيرين في مصر والعالم العربي.

## أحداث الفيلم
وتدور أحداث الفيلم حول الفنان محمد هنيدي همام مجاهد شعبان الذي يمثل فيه دور شاب مصري يبحث عن عمل وينتظر الفرصة ليعمل في مصر ويتزوج ويستقر ولكن للأسف يفشل في إثبات نفسه في مصر مما جعله يفكر في السفر إلى هولندا عند خاله والبحث عن عمل وإثبات نفسه لنفسه وتدور تلك الأحداث في إطار كوميدي اجتماعي فردي يمتاز به هذا الفيلم.
هنيدى يقوم بدور ابن الحتة همام مجاهد شعبان، والمنتمى لإحدى الأسر بسيطة الحال، والعاجز أيضاً بدبلومه المتوسط، وظروفه المادية المتعثرة عن إيجاد الوظيفة المناسبة، وهو ما يعرقل مشكلة إتمام زواجه بخطيبته إيمان. يسعى همام للبحث عن فرصة للسفر إلى امستردام بهولندا، في محاولة لتكرار تجربة خاله المهاجر هناك لأكثر من 20 عاماً، ليقدم بالفعل على السفر في نفس الوقت الذي تتخلى فيها إيمان عنه مفضلة من جانبها إتمام زيجة مضمونة من عريس أهم مواصفاته امتلاكه لـ ميكروباص.
يقسم همام لدى سفره إلى أمستردام ألا يعود إلى القاهرة خالى الوفاض، ولكن طريقه لم يكن مفروشاً بالورود هناك، حيث تضمنت معاناته النوم برفقة الخيول، وتعرضه للسرقة، العمل كمنادى سيارات، ورفض خاله البخيل استضافته، ولكن ما يخفف تلك المعاناة هو تعرفه على ادريانو أو قدرى المصري المهاجر، والخبير بالعالم السفلى للعاصمة الهولندية، والذي يكون أيضاً مرشد همام الأمين في شوارع أمستردام التي لا ترحم أحياناً.
يساعد ادريانو صديقه الساذج على إيجاد عمل كنادل في أحد المطاعم، لتنفرج الأمور قليلاً بالنسبة له، خاصة بعد أن يتعرف على إحدى بنات الجيل الثاني من المهاجرين المغاربة. ولكن سرعان ما يواجه همام عدواً جديداً ممثلاً في يودا زميله الإسرائيلي في المطعم، والذي يسعى لطرده من عمله في أقرب وقت ممكن، وهو ما يقع همام في شراكه، ولكن البطاطس سيكون لها السر الأكبر في تحول الأمور بالنسبة لهمام من المعاناة إلى الحياة الرغدة ليمتلك بالنهاية مطعم هو حلم حياته حيث يفوز في مزاد المطعم بعد ممساعدة اصدقائه له بجمع المال.

## الممثلين
| - محمد هنيدي همام مجاهد شعبان - أحمد السقا: أدريانو أفضل صديق لهمام في هولندا - موناليزا: رقية زميلة وزوجة همام في هولندا - محمود البزاوي: طه القناوي شاب مصري قابله همام في هولندا - أيمن الشيوي: يودا اليهودي الإسرائيلي ومنافس همام في هولندا - إنعام سالوسة: والدة همام - محمد يوسف: والد ننا - عصمت محمود:أم أيمان | - عثمان عبد المنعم:أبو أيمان - أحمد عيد: ناننا صديق همام بمصر - رحاب الجمل: أيمان - صبري سعد: سيد شعلة - باسل شحرور: فيصل - منحة زيتون: أم فرحات - سليمان عيد: موظف بالسفارة الهولندية - هاني رمزي: ضيف شرف سرق نقود همام بالمطار | الهولنديين - أسترليندرتس:بولا - أنجرفان هايست: زوجة الخال - توم يانسن: فرناندو - أزابيل أريسمان: بنت الخال - بول يانسن: مدير الفندق - أسامة أبو الخير: الخال |

### أشترك في التمثيل
| - يوسف أسماعيل:هابي فاميلي زوج أخت همام - طارق عبد العزيز: فرج الله أحد أخوة همام - محمود عبد الغفار: (الحشري في محل الكشري) - مصطفى بكري:صديق همام بمصر - نسرين يوسف:أخت همام | - نسرين سعيد - هند محمد علي - أحمد طلبة - ياسر السودانى - عمر نجيب | - حسام الأشقر - يحيي زكريا - أميل وليم - عبد المنعم رياض |

ألأطفال: شادي صبري سعد - محمد هشام رضي- شروق بهلول - سمية حسن علي- نادين محمد حسين - أحمد بهلول

## فريق العمل
| - مكياج:جمال أمام - كوافير: طلعت أبو العطا - مشرف عام أضاءة:محمود زينيته - مشرف كاميرا:جمال فتحي - مونتاج نيجاتيف:مارسيل صالح - مساعد مخرج ثاني: أحمد سمير - فيديو أسيست: ريم العدل - مساعد مصور: قدري نصر | - مسجل الحوار: أحمد سليمان - مدير الأنتاج: سيد أمين- أيريس هوجنيدينك - كاستنيج: جانيت سنيك - مديرة الموقع: جاكلين فيرسلوس - كلمات الأغاني: مدحت العدل - ألحان الأغاني: رياض الهمشري - لحن أغنية همام: صالح أبو الدهب - الموزع الموسيقي للأغاني:طارق مدكور | - خدمات المونتاج والمكساج:شركة الأكسير للخدمات الفنية- دعاء فاضل - المخرج المساعد: علي أدريس - تنفيذ الإنتاج في هولندا:لاجيست فيلم بي.في - مدير الشركة:مارتن لاجيست - التوزيع الداخلي والفيديو: أفلام النصر-محمد حسن رمزي - التوزيع الخارجي: العدل جروب - محمد العدل - تصميم العناوين:نوال - ميكساج: جمعة عبد اللطيف | - موسيقي تصويرية: خالد حماد - مونتاج:مها رشدي - منتج فني:عمرو عرفة - المشرف العام:محمد العدل - مدير التصوير:مصطفى عز الدين - تأليف: د. مدحت العدل - أخراج: سعيد حامد |

### ردود الفعل
حاز فيلم همام في امستردام علي إعجاب كثير من نقاد السينما ولاقي نجاحا منقطع النظير لدي جمهور السينما وحقق إيرادات ضخمة بنسبة لتلك الفترة توازي إيرادات صعيدي في الجامعة الأمريكية وايعتبر ثاني فلم لمحمد هنيدي بطولة موحده.

## روابط خارجية
- مقالات تستعمل روابط فنية بلا صلة مع ويكي بيانات